# Isla Perejil

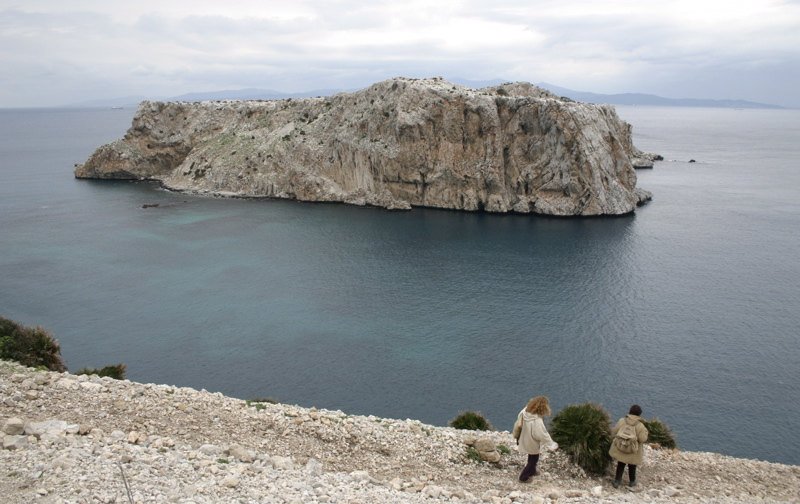
Isla Perejil

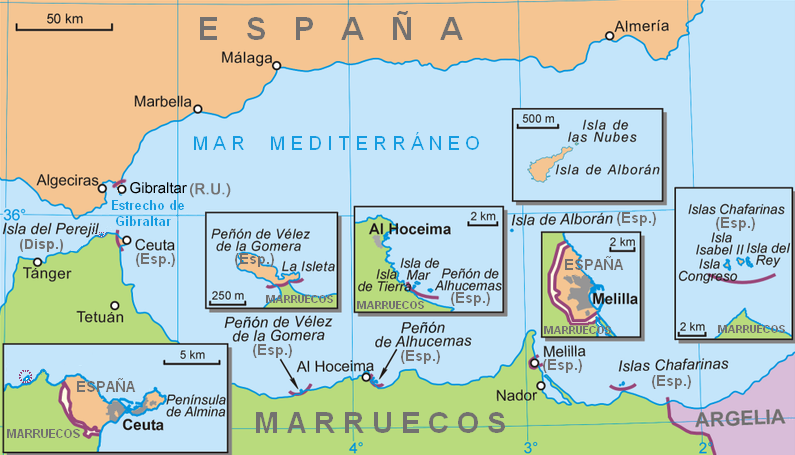
Lägeskarta, Isla Perejil längst till vänster

Isla Perejil (spanska för "Persiljeön", arabiska Leila "natt", berbiska Tura "tom") är en spansk liten klippö i Gibraltar sund utanför Marockos kust. Den räknas i regel till de spanska Plazas de soberania men även Marocko gör anspråk på ön.

## Geografi
Isla Perejil ligger cirka 200 meter utanför Marockos kust och cirka 6 kilometer nordväst om den spanska exklaven Ceuta. 
Ön är en obebodd klippö och har en areal om ca 0,15 km² med en längd på ca 500 m och ca 400 m bred. Den högsta höjden är på 74 m ö.h.

## Historia
Isla Perejil har troligen alltid saknat fast befolkning. Den 21 augusti 1415  erövrades ön (tillsammans med Ceuta) av Portugal under kung Johan, Portugals överhöghet erkändes 4 sep 1479 (Alcáçovasfördraget). Efter unionen med Spanien övergick området den 18 juli 1580  till spansk överhöghet. Under den portugisiska frigörelsen övertog Spanien området 1 december 1640 och vid Freden i Lissabon den 13 februari 1668 efter Portugisiska restaurationskriget kvarstod ön (och Ceuta) under Spanien.
Ön kvarstod under Ceutas och Spaniens förvaltning efter Spansk-marockanska kriget, den 30 mars 1912 skapades det fransk-spanska protektoratet Marocko (Fèsfördraget) uppdelad på Franska Marocko och Spanska Marocko, protektoratet omfattade dock inte Ceuta och Isla Perejil som kvarstod under direkt spanskt styre. Även vid Marockos självständighet 1956 kvarstod området under Spanien.
När Ceuta erhöll autonomistatus (Ciudad autónoma) den 14 mars 1995 medföljde även ön under Ceutas förvaltning.
Den 11 juli 2002  landsatte Marocko en polisstyrka på ön i syfte att övervaka illegal invandring vilket vållade en diplomatisk konflikt. Spanien sände den 15 juli militära styrkor som den 17 juli återtog ön utan strid.
I nuläget betraktas Isla Perejil snarare som ett ingenmansland än en del i "Plazas de soberania".